# Faouzi Ben Mrad
Faouzi Ben Mrad (arabe : فوزي بن مراد), originaire de Soliman et mort le 6 avril 2013 à Nabeul, est un avocat tunisien.

## Biographie
Étudiant, il milite dans les rangs de l'Union générale des étudiants de Tunisie et préside le club des juristes à la faculté de droit de Tunis. Il devient plus tard secrétaire général de l'Association tunisienne des jeunes avocats et cofonde, en 1999, l'Organisation arabe des jeunes avocats.
Membre du « groupe des 25 avocats », engagé dans les affaires de corruption liées au régime de Zine el-Abidine Ben Ali, il est chargé par Farhat Rajhi, ministre de l’Intérieur, de la plainte pour dissolution déposée contre le Rassemblement constitutionnel démocratique. Il est un temps le porte-parole du collectif de défense de Chokri Belaïd, assassiné le 6 février 2013, avant d'en être écarté par la famille à la suite de ses déclarations.
Mort le 6 avril 2013, il est inhumé le lendemain au cimetière de Soliman en présence de plus de 5 000 personnes dont Radhia Nasraoui, Mahmoud Baroudi, Issam Chebbi, Raouf Ben Yaghlane, Rajhi et Abdelfattah Mourou, qui prononce son oraison funèbre.
Il est marié et père de deux enfants.